# Internetsociologi
Internetsociologi eller cybersociologi er studiet af menneskers sociale adfærd på internettet med sociologiske metoder og sociologiske teorier. Feltet har fokus på internettet som social arena og hvordan menneskers adfærd ligner og adskiller sig fra adfærden i den analoge verden. Internetsociologien overlapper med andre sociologiske genstandsfelter såsom organisationssociologien (f.eks. i undersøgelsen af sociale fora), retssociologien (f.eks. i undersøgelsen af cybercrime) og mediesociologien, men adskiller sig i fokusset på netop det digitale aspekt.